# Robb Banks
Robb Banks, pseudonimo di Richard O'Neil Burrell (New York, 24 settembre 1994), è un rapper statunitense.

## Biografia
Richard Burrell è nato il 24 settembre 1994 a New York. È il figlio maggiore di Carol Johnson e del musicista giamaicano Shaggy. Burrell trascorse i primi sei anni della sua vita a New York prima che lui e sua madre si trasferissero nella Contea di Broward, in Florida. Ha abbandonato la scuola superiore e ha iniziato a lavorare sulla musica.

### Calendarse la notorietà (2012)
Nel 2012, dopo aver pubblicato il suo progetto con Lansky e altre canzoni, Banks ha pubblicato il suo mixtape di debutto Calendars. Il progetto ha raggiunto la notorietà nella piattaforma di microblogging Tumblr. Ha collaborato anche con produttori discografici come Nuri e SpaceGhostPurrp e ha iniziato a girare il Paese, sviluppando un seguito underground.

### Tha City(2013)
Dopo una breve interruzione, Robb ha iniziato a lavorare su un altro progetto intitolato Tha City. Ha promosso il mixtape pubblicando singoli prelevati dal progetto stesso tra cui Practice, All the Way Live e On Me. Tha City è stato pubblicato il 1º ottobre 2013. Prima della pubblicazione del tape, erano emerse voci sul fatto che il cantante giamaicano Shaggy fosse o meno il padre di Robb, un fatto che in precedenza era stato negato, ma che fu presto confermato da lui stesso insieme anche alla copertina di Tha City dove è presente una vecchia foto di famiglia che ritrae Banks e Shaggy insieme. Dopo l'uscita del mixtape, Robb ha avuto una pausa di un anno mentre continuava a girare e diffondere la sua musica in tutto il mondo.

### 2PhoneShawty,No TrespassingeYear of the Savage(2014-2015)
Nel 2014, Robb ha iniziato a girare il mondo, pubblicando raramente nuova musica e lavorando all'album Year of the Savage. Questo è stato fino alla fine dell'anno, quando ha iniziato a suggerire nuovi progetti in lavorazione. A dicembre, Banks ha pubblicato il primo singolo promozionale per il suo debutto commerciale intitolato 2PhoneShawty. Questa finì per essere l'unica canzone registrata nel 2014, pensata per l'album di debutto.
Nel 2015 ha iniziato a lavorare musicalmente per YOTS, includendo principalmente produzioni dalla sua nuova affiliata Nuez. Ad aprile, Robb ha pubblicato due extended play: 2PhoneShawty e No Trespassing. 2PhoneShawty consisteva in una trasposizione di Year of the Savage, mentre No Trespassing era una collaborazione tra lui e il rapper Chris Travis, registrato durante il 2014.
Il 13 agosto 2015, Banks ha rilasciato il primo singolo del suo album, intitolato Pressure. In seguito ha continuato a promuovere YOTS pubblicando un gruppo di brani freestyle. Fu durante uno di questi freestyle (Throw It Up) che confermò la data di uscita del suo atteso album.
Il 2 ottobre 2015, Robb Banks ha pubblicato Year of the Savage attraverso la Dorian Distribution di 300 Entertainment.

### C2: Death of My TeenageeRich Gang(2016-2017)
Il 27 settembre 2016, Banks ha pubblicato un sequel di Calendars intitolato C2: Death of My Teenage, che contiene i featuring di Los Hosale e XXXTentacion (a cui si unirà in seguito nel collettivo Members Only). Il mixtape è stato preceduto dal rilascio del singolo Bett.
Dopo l'uscita del mixtape, Robb ha intrapreso un tour dall'omonimo nome, insieme a Ski Mask the Slump God, Wifisfuneral e Ronny J.
All'inizio di gennaio 2017, il fondatore della Cash Money Records Birdman ha dichiarato che Banks era il nuovo membro di una loro sussidiaria chiamata Rich Gang. Robb ha successivamente confermato che mentre faceva parte della Rich Gang, avrebbe continuato ad essere un artista indipendente, scegliendo di non firmare per la Cash Money.
Nello stesso periodo, Banks ha anche annunciato su Twitter un nuovo progetto intitolato Falconia, un sequel del suo secondo mixtape Tha City.
Il 26 settembre 2017, Banks ha pubblicato l'EP Cloverfield 2.0. Mesi dopo, il 27 dicembre 2017, ha pubblicato un altro EP intitolato 2: Pillz.

### Molly WorldeFalconia(2018-presente)
Il 12 febbraio 2018, Banks pubblicò il singolo A Milli (4 M's) e annunciò l'imminente uscita di No Rooftops 2: Reloaded. Alcune settimane dopo, il 9 marzo 2018, Banks avrebbe rilasciato un mixtape intitolato Molly World attraverso Empire Distribution. La traccia Let Da Beat Build contenuta nell'album è stata inserita nella colonna sonora del documentario Before Anythang di Cash Money. Il 7 aprile 2018, Banks e Wifisfuneral hanno rilasciato il singolo EA proveniente dal loro imminente progetto collaborativo.
Il 27 aprile 2018, Banks ha annunciato che il suo progetto Falconia sarebbe arrivato nell'estate 2018. Secondo Banks, Falconia avrà 3 atti e un totale di 43 canzoni.

## Stile e influenze
Banks è noto per l'utilizzo di campionamenti R&B old school, della cultura pop e degli anime giapponesi. La sua ispirazione per il rap proviene da Biggie Smalls e uno dei suoi artisti preferiti di tutti i tempi è la cantante britannica Sade Adu. Robb ha anche menzionato Lil Wayne, Webbie, SpaceGhostPurrp e Slug come influenze musicali. Il suo tag "I Think I Might Be Happy" è sinonimo della sua musica ed è tratto da una scena della versione americana di Skins. Banks inoltre fa frequentemente riferimenti ad anime giapponesi come Naruto, che considera il suo anime preferito. A volte Banks si riferisce a se stesso come "Femto", nome proveniente dal manga giapponese Berserk.

## Discografia

### Album in studio
- 2015 – Year of the Savage

### Mixtape
- 2012 – Calendars
- 2013 – Tha City
- 2016 – No Rooftops
- 2016 – C2: Death of My Teenage
- 2018 – Molly World

### EP
- 2015 – 2PhoneShawty
- 2015 – No Trespassing (con Chris Travis)
- 2016 – 3peat2
- 2017 – Cloverfield 2.0
- 2017 – 2: Pillz
- 2018 – 100yearwar Pt.1: Golden Age (con Cris Dinero)
- 2018 – Cloverfield 3